# أسرى الحرب العالمية الأولى في ألمانيا

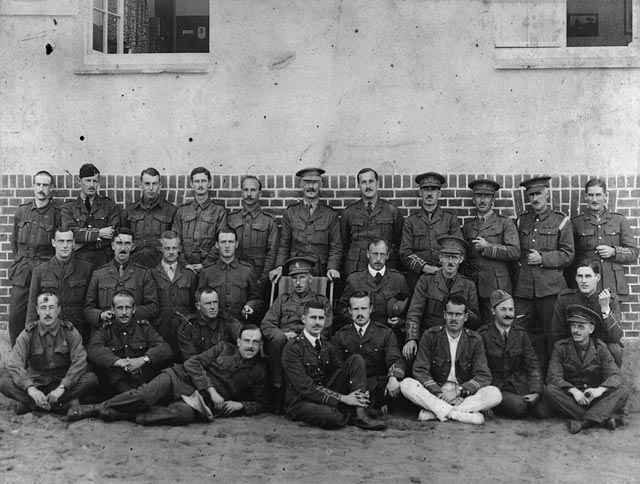
مجموعة من الضباط الكنديون

يُعد وضع أسرى الحرب العالمية الأولى في ألمانيا جانبًا من جوانب الصراع الذي تناولته الأبحاث التاريخية بشكل محدود. إلا أن عدد الجنود المسجونين قد بلغ ما يزيد قليلًا عن سبعة ملايين من مجمل الأطراف المتحاربة، وكانت ألمانيا تحتجز نحو 2,400,000 منهم.
ابتداءً من عام 1915، وضعت السلطات الألمانية شبكة من المخيمات، ما يقارب الثلاثمئة بمجموعهم، ولم تتردد في اللجوء إلى التعذيب والمضايقات النفسية ومنع التغذية؛ جُمع بين السَجن والاستغلال الممنهج للسجناء. كان هذا بمثابة تصور مسبق للاستخدام المنهجي لمعسكرات الاعتقال على نطاق واسع خلال القرن العشرين.
مع ذلك، فإن الأَسر الذي نظمته السلطات العسكرية الألمانية ساهم أيضًا في خلق تبادلات بين الأمم ودفع عددًا من الأسرى إلى التفكير في انخراطهم في الحرب وفي علاقتهم بوطنهم.

## ظروف الاحتجاز
منذ بداية الحرب، وجدت السلطات الألمانية نفسها أمام تدفق غير متوقع للأسرى. في سبتمبر 1914، أُسر 125,050 جندي فرنسي و94,000 جندي روسي. قبل عام 1915، كانت أوضاع الاحتجاز في ألمانيا قاسية للغاية واتسمت بالإقامة المؤقتة وغياب البنى التحتية. نام السجناء في حظائر الطائرات أو الخيام، حيث كانوا يحفرون الحفر ليبقوا دافئين. تسببت الحصون الرطبة، التي جرى الاستيلاء عليها لتكون أماكنًا للاحتجاز، بالعديد من الإصابات بأمراض الرئة. استولت السلطات الألمانية أيضًا على المدارس والحظائر وأنواع أخرى من الملاجئ. أُنشئت المخيمات في الريف وبالقرب من المدن أيضًا، الأمر الذي شكل خطر انتشار وبائي الكوليرا أو التيفوس إلى السكان المدنيين.
لم تكن جميع المعسكرات واقعة على الأراضي الألمانية؛ بُني عدد معين منها في الأراضي المحتلة، ولا سيما في شمال وشرق فرنسا. بدأ إعدادها منذ عام 1915 وذلك حين بلغ عدد السجناء المحتجزين في ألمانيا 652 ألف سجين. وفقًا للتوجيهات الرسمية، تعين على كل سجين شغل مساحة 2.5 متر مربع. خلطت المعسكرات عددًا كبيرًا من الجنسيات التي اشتركت في المكان ذاته: كان هناك سجناء فرنسيون وبريطانيون وأمريكيون وكنديون وبلجيكيون وإيطاليون ورومانيون وصربيون ومونتينيغريون وبرتغاليون ويابانيون، إضافة إلى اليونانيين والبرازيليين. وبالمثل، احتك الجنود من مختلف الأصول الاجتماعية مع بعضهم البعض: كان منهم العمال والفلاحون والبيروقراطيون والمثقفون. ازداد عدد السجناء بسرعة كبيرة. من فبراير إلى أغسطس 1915، ارتفع من 652,000 إلى 1,045,232. وصل العدد إلى 1,625,000 سجين في أغسطس 1916، وقفز إلى 2,415,000 بحلول أكتوبر 1918.

### المخيمات

#### أنواع المخيمات

##### المانشافت لاغر (معسكر الجنود)
كانت هذه المعسكرات هي المعسكرات الرئيسية للجنود، وتكونت من ثكنات خشبية بعرض 10 أمتار وطول 50 متر، ومغطاة بالقطران من الخارج. ضم كل كوخ نحو 250 سجينًا. أتاح وجودُ ممرٍ رئيسي أوسط الوصول إلى أسرة طابقية على كل جانب مجهزة بفرشات محشوة بالقش أو نشارة الخشب. كان الأثاث في حده الأدنى، واقتصر بشكل عام على طاولة وكراسي أو مقاعد وموقد. تضمنت المعسكرات أيضًا ثكنات للحراس، وكانتين (مقهى) حيث تمكن السجناء أحيانًا من شراء الكماليات البسيطة والأغذية الإضافية، ومكتب طرود، ومبنى حراسة، ومطابخ. احتوت بعض المعسكرات على وسائل راحة إضافية، منها المرافق الصحية أو المرافق الثقافية مثل المكتبة أو قاعاتٍ للمسرح والحفلات الموسيقية أو أماكن للعبادة.
غالبًا ما أمضى السجناء في ورديات العمل فترات متفاوتة بعيدًا عن معسكراتهم الأساسية: أولئك العاملين في الزراعة مثلًا، قد جرى إيواؤهم في قاعات تجمع القرية.

##### معسكرات الضباط
منذ عام 1915، احتُجز الضباط المسجونون في معسكرات مخصصة لهم. بحلول أكتوبر 1918، بلغ عدد معسكرات الضباط 73 معسكرًا.
كانت الظروف المعيشية للضباط أقل قسوة عادةً من تلك التي تحمّلها الجنود. كانت «المعسكرات» بذاتها تقع عادةً في مبان جرى الاستيلاء عليها (قلاع أو ثكنات أو فنادق)، وليس في مجمعات من الخيام والأكواخ. خُصص للضابط الواحد مساحة أكبر من تلك المخصصة للرجال من الرتب الأخرى، وكان لديهم أسرّة وليس فرشًا محشوة بالقش، وجُهزت غرف خاصة لوجباتهم، وجرى إعفاؤهم من العمل. بالإضافة إلى ذلك، لم تكن هناك معسكرات للضباط في بروسيا الشرقية، حيث كانت الظروف الجوية في كثير من الأحيان أسوأ بكثير مما كانت عليه في بقية ألمانيا. كان الملل أحد الأعباء الرئيسية لحياة الضباط في المعسكرات. كانت حياتهم اليومية تدور حول الرياضة وحفلات ومسرحيات الهواة والمحاضرات والمناقشات والمطالعة. نتيجة لاتفاق توصلت إليه الحكومتان البريطانية والألمانية في عام 1916، سُمح للضباط البريطانيين بالسير في مجموعات خارج المعسكر، بشرط توقيعهم على تعهد ينص على وعد شرف منهم بعدم محاولة الهرب.
استوعبت معسكرات الضباط، إضافةً إلى الضباط الأسرى، عددًا أقل من السجناء من الرتب الأخرى والمعروفين باسم المراسيل، تمثل دورهم بالعمل خدمًا للضباط وأداء أعمال الخدمة حول المعسكر. أدرك المراسيل أن وضعهم كان أكثر أمانًا وراحة من وضع نظرائهم في معسكرات الجنود، وهكذا، حتى عندما أُتيحت لهم الفرصة، لم يحاولوا الهرب عمومًا، مدركين أنهم لو أُسروا مرة أخرى سيُرسلون إلى ظروف أسوأ بكثير.

##### معسكرات العبور
أدى التقدم السريع للهجوم الألماني في الجزء الأول من الحرب إلى تدفق هائل من الأسرى. من عام 1915، بُنيت معسكرات العبور لإدارة وإعادة توجيه هذه الموجة نحو معسكرات الاعتقال. كان هناك معسكر عبور خاص لأسرى الحرب من الحلفاء في فندق يوروبايشر هوف في شارع إتلنغر 39، في كارلسروه. كان معروفًا بين السجناء باسم «فندق الإنصات»، الذين أدركوا أنه كان معسكرًا مخصصًا لجمع المعلومات الاستخباراتية. كان «فندق الإنصات» هذا مشابهًا في التنظيم والغرض لمعسكر دولاغ لوفت في فرانكفورت في الحرب العالمية الثانية.

##### معسكرات الانتقام
غالبًا ما كانت هذه المعسكرات تقع في مناطق جعل مناخها أو تضاريسها من الحياة صعبةً، ولكنها كانت أيضًا بالقرب من الجبهة، حيث يمكن أخذ السجناء لإعادة بناء الخنادق أو نقل الجثث بعيدًا. كان الهدف من معسكرات الانتقام هو الضغط على الحكومات المعادية لتحسين ظروف احتجاز السجناء الألمان، ولمعاقبة السجناء (بعد الهروب مثلًا). كانت حياة السجناء الذين أُرسلوا إلى معسكرات الانتقام قاسية لدرجة أن العديد منهم قد توفي. يصف روبرت داركوت وصول قافلة سجناء قادمة من معسكرات كهذه: «رغم سير هؤلاء الرجال – هؤلاء الجنود – إلا أنهم كانوا موتى؛ وتحت كل معطف أزرق كان رأس رجل ميت: عيونهم جوفاء وعظام وجنتهم بارزة، وجوههم الهزيلة المتألمة تشبه جماجم المقابر». غالبًا ما أُبقي على هؤلاء السجناء في الخيام ليرقدوا في الوحل، وقد أُجبروا على القيام بعمل مرهق مع نظام غذائي مكون من الحساء أو ربما البلوط المطهي. أُعدم بعض السجناء في معسكرات معينة، في سيدا مثلًا. كان هناك معسكرات انتقامية للضباط أيضًا: احتُجز في قلعةٍ في إنغولشتات شخصيات بارزة كشارل ديغول، وجورج كاترو، ورولان غاروس، والصحفي وعضو المقاومة في الحرب العالمية الثانية ريمي رور، والمحرر بيرغر ليفرولت، والمارشال المستقبلي السوفييتي ميخائيل توخاتشيفسكي (كان ملازمًا حينها).